# 新社会民主党
新社会民主党（しんしゃかいみんしゅとう、Нова социјалдемократска Партија, Nova socijaldemokratska partija, NSDP）は、北マケドニアの中道左派政党である。社会民主主義をかかげている。
2005年11月、ティトー・ペトコフスキがマケドニア社会民主同盟を離党して結成した。2006年の選挙では6％の票を獲得した。2007年には幹部であるヤグヌラ・クノフスカが離党し、内部マケドニア革命組織・マケドニア国家統一民主党に移籍した。